# Ryan Huska
Ryan Huska (* 2. Juli 1975 in Cranbrook, British Columbia) ist ein ehemaliger kanadischer Eishockeyspieler und derzeitiger -trainer, der im Verlauf seiner aktiven Karriere zwischen 1991 und 2000 hauptsächlich in der International Hockey League (IHL) und American Hockey League (AHL) auf der Position des linken Flügelstürmers gespielt hat. Seit Juni 2023 ist er Cheftrainer der Calgary Flames aus der National Hockey League (NHL).

## Karriere
Nachdem Ryan Huska seine Karriere bei den Trail Selects gestartet hatte, ging er ab der Saison 1991/92 für die Kamloops Blazers in der Western Hockey League (WHL) aufs Eis. Mit der Mannschaft gewann er in den Jahren 1992, 1994 und 1995 dreimal das Double – bestehend aus dem President’s Cup der WHL und dem Memorial Cup des Dachverbands Canadian Hockey League. Während dieser Zeit wurde Huska beim NHL Entry Draft 1993 in der dritten Runde an 76. Position von den Chicago Blackhawks aus der National Hockey League (NHL) ausgewählt. Bis 1995 lief er weiterhin für die Kamloops Blazers auf und war im Anschluss – nach seinem Wechsel in den Profibereich – zwei Jahre für die Indianapolis Ice in der International Hockey League (IHL) im Einsatz. Während der Saison 1997/98 absolvierte der Angreifer seine erste und einzige Partie für die Chicago Blackhawks in der NHL.
Im September 1998 unterschrieb Huska als Free Agent einen Vertrag bei den New York Islanders, schaffte jedoch nicht den Sprung in den NHL-Kader der Islanders. Das folgende Jahr verbrachte er bei den Lowell Lock Monsters in der American Hockey League (AHL). Im August 1999 unterschrieb Huska – abermals als vertragsloser Spieler – bei den Phoenix Coyotes und fand sich daraufhin erneut in der AHL bei den Springfield Falcons wieder. Nach der Saison 1999/2000 beendete er seine Laufbahn als aktiver Spieler im Alter von 25 Jahren.
Der Kanadier wurde nach einer mehrjährigen Pause zur Saison 2002/03 als Assistenztrainer der Kelowna Rockets in der WHL tätig und hatte diese Position fünf Jahre inne. Als Nachfolger von Jeff Truitt übernahm er zur Spielzeit 2007/08 die Leitung des Teams. In der Saison 2008/09 gewann er mit der Mannschaft den Ed Chynoweth Cup, nachdem er während seiner Assistenztrainerzeit den Pokal bereits zweimal mit dem Franchise gewonnen hatte und darüber hinaus auch im Memorial Cup 2004 siegreich war. Nach insgesamt zwölf Jahren bei den Rockets verließ er das Team im Sommer 2014, um erster Cheftrainer der neu gegründeten Adirondack Flames aus der AHL zu werden. Diese Position behielt er auch, nachdem das Team bereits nach einem Jahr erneut umzog und fortan als Stockton Heat firmierte. Nach vier Jahren in der AHL wurde Huska im Mai 2018 innerhalb der Organisation zum Assistenztrainer der Calgary Flames aus der NHL befördert. Diese Position bekleidete er fünf Jahre, ehe Darryl Sutter als Cheftrainer entlassen wurde und Huska im Juni 2023 dessen Funktion übernahm.

## Erfolge und Auszeichnungen

### Als Spieler
| - 1992 President’s-Cup-Gewinn mit den Kamloops Blazers - 1992 Memorial-Cup-Gewinn mit den Kamloops Blazers - 1994 President’s-Cup-Gewinn mit den Kamloops Blazers | - 1994 Memorial-Cup-Gewinn mit den Kamloops Blazers - 1995 President’s-Cup-Gewinn mit den Kamloops Blazers - 1995 Memorial-Cup-Gewinn mit den Kamloops Blazers |

### Als Trainer
| - 2003 President’s-Cup-Gewinn mit den Kelowna Rockets (als Assistenztrainer) - 2004 Memorial-Cup-Gewinn mit den Kelowna Rockets (als Assistenztrainer) - 2005 President’s-Cup-Gewinn mit den Kelowna Rockets (als Assistenztrainer) | - 2009 Ed-Chynoweth-Cup-Gewinn mit den Kelowna Rockets - 2011 Silbermedaille bei der U20-Junioren-Weltmeisterschaft (als Assistenztrainer) - 2012 Bronzemedaille bei der U20-Junioren-Weltmeisterschaft (als Assistenztrainer) |

## Karrierestatistik
(Legende zur Spielerstatistik: Sp oder GP = absolvierte Spiele; T oder G = erzielte Tore; V oder A = erzielte Assists; Pkt oder Pts = erzielte Scorerpunkte; SM oder PIM = erhaltene Strafminuten; +/− = Plus/Minus-Bilanz; PP = erzielte Überzahltore; SH = erzielte Unterzahltore; GW = erzielte Siegtore; 1 Play-downs/Relegation; Kursiv: Statistik nicht vollständig)